# Кюффи (Шер)
Кюффи́ (фр. Cuffy) — коммуна во Франции, находится в регионе Центр. Департамент — Шер. Входит в состав кантона Ла-Герш-сюр-л’Обуа. Округ коммуны — Сент-Аман-Монтрон.
Код INSEE коммуны — 18082.

## География
Коммуна расположена приблизительно в 220 км к югу от Парижа, в 140 км юго-восточнее Орлеана, в 55 км к востоку от Буржа.
По территории коммуны проходит Боковой канал Луары и протекает небольшая река Канш, а также происходит слияние рек Луара и Алье.

## Население
Население коммуны на 2008 год составляло 1115 человек.
| 1962 | 1968 | 1975 | 1982 | 1990 | 1999 | 2008 |
| ---- | ---- | ---- | ---- | ---- | ---- | ---- |
| 804  | 835  | 798  | 871  | 968  | 996  | 1115 |

## Экономика
В 2007 году среди 747 человек в трудоспособном возрасте (15-64 лет) 552 были экономически активными, 195 — неактивными (показатель активности — 73,9 %, в 1999 году было 74,7 %). Из 552 активных работали 491 человек (262 мужчины и 229 женщин), безработных было 61 (25 мужчин и 36 женщин). Среди 195 неактивных 51 человек были учениками или студентами, 89 — пенсионерами, 55 были неактивными по другим причинам.

## Достопримечательности
- Приходская церковь Сен-Морис (XII век)
- Руины феодального замка (XIV век)
- Замок Вуйи
- Акведук (длина — 1343 м, 18 арок)

## Фотогалерея

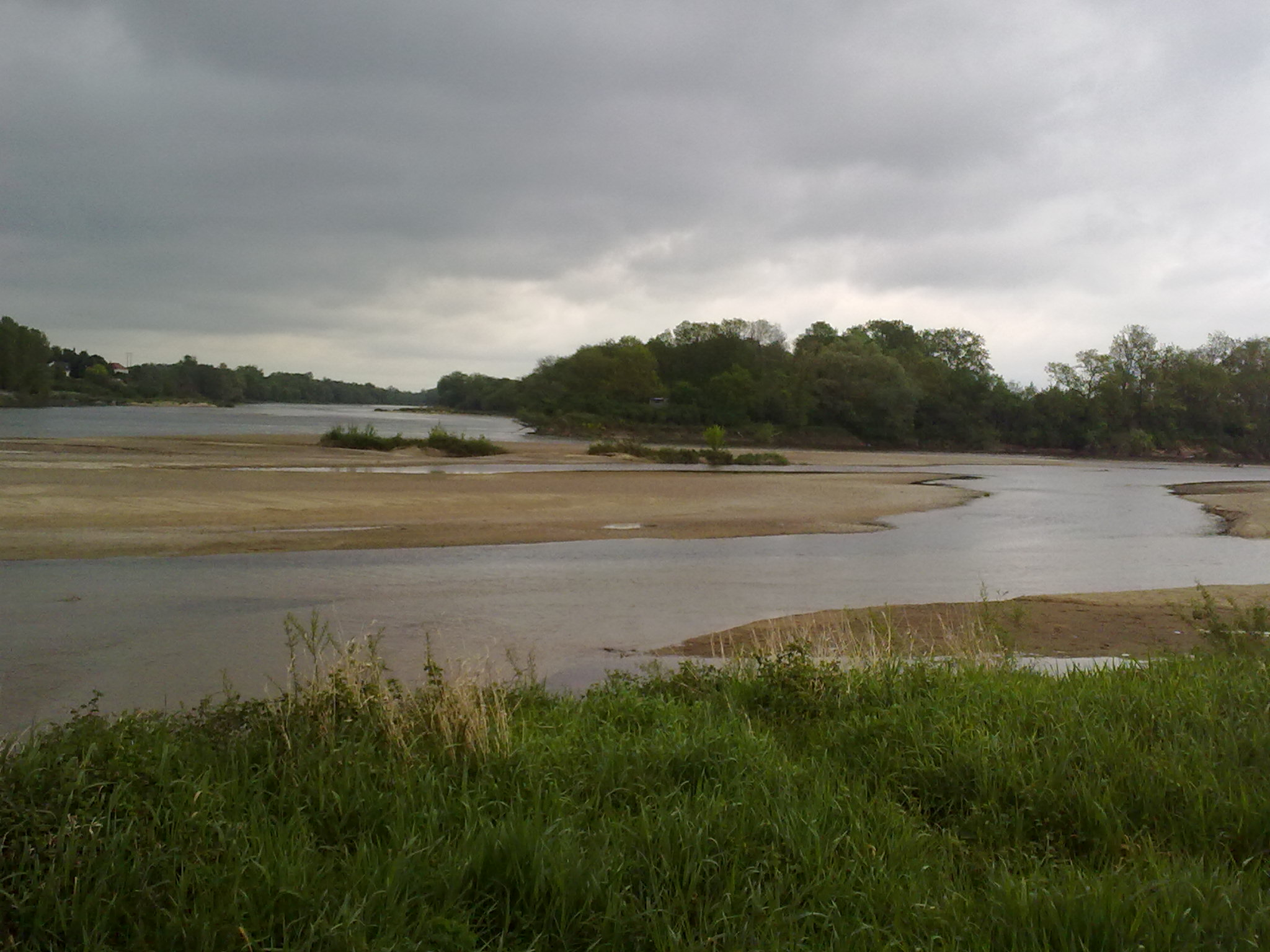
Слияние рек Луара и Алье
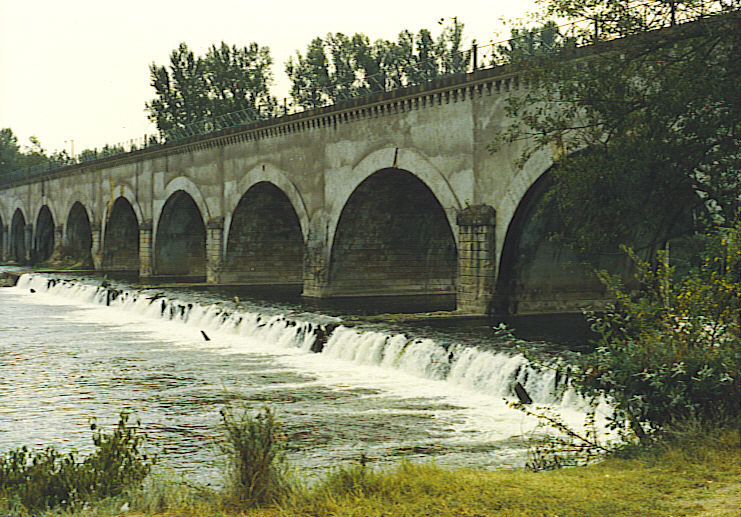
Водный мост Гетен через реку Алье
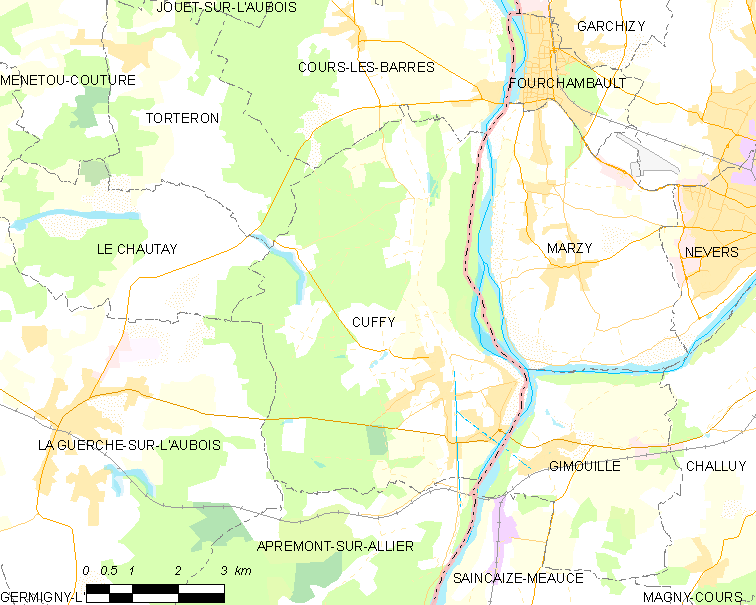
Карта коммуны